# Ammovolummina
Ammovolummina es un género de foraminífero bentónico de la subfamilia Ammovolummininae, de la familia Ammovolummidae, de la superfamilia Hippocrepinoidea, del suborden Hippocrepinina y del orden Astrorhizida. Su especie tipo es Ammovolummina saumensis. Su rango cronoestratigráfico abarca el Ludloviense (Silúrico medio).

## Discusión
Clasificaciones previas incluían Ammovolummina en la familia Ammodiscidae, de la superfamilia Ammodiscoidea, del suborden Textulariina y del orden Textulariida.

## Clasificación
Ammovolummina incluye a las siguientes especies:
- Ammovolummina bostryx †
- Ammovolummina recta †
- Ammovolummina saumensis †